# Флеккен, Марк
Марк Флеккен (нидерл. Mark Flekken; род. 13 июня 1993, Керкраде, Лимбург) — нидерландский футболист, вратарь немецкого клуба «Байер 04» и национальной сборной Нидерландов.

## Ранние годы
Флеккен вырос в Бохольце (Нидерланды), на границе с Германией. Он из футбольной семьи: его родители Рене и Энни сами играли в футбол, а его младший брат Рой тоже играет на позиции вратаря .

## Клубная карьера

### «Алеманния» и «Гройтер Фюрт»
Флеккен начал свою карьеру в молодежном команде из Бохольца, а затем перешел в молодежную академию нидерландского клуба «Рода». В 2009 году он переехал через границу в молодежную команду «Алеманнии» из Аахена. 22 сентября 2011 года Флеккен подписал свой первый профессиональный контракт.
Во время зимнего перерыва Третьей лиги сезона 2012/13 Флеккен был назначен стартовым вратарем тренером Рене ван Эком после того, как финансово неблагополучный клуб расстался с Майклом Мелкой. Флеккен дебютировал 26 января 2013 года в домашнем игре против «Саарбрюккена» (2:0).
В преддверии сезона 2013/14 Флеккен перешёл в «Гройтер Фюрт». Там он сыграл всего три матча за три года и выступал в качестве резервного вратаря после Вольфганга Хесля и Себастьяна Милица.

### «Дуйсбург»
12 июня 2016 года Флеккен подписал контракт с «Дуйсбургом». 7 августа того же года он забил гол после подачи углового в ничьей против «Оснабрюка» (1:1), когда на последней минуте он пошёл в штрафную соперника. В феврале 2018 года Флеккен пропустил гол в матче Второй Бундеслиги против «Ингольштадта», когда он по ошибке отвернулся от игры, чтобы выпить воды из своей бутылки.

### «Фрайбург»
14 мая 2018 года было объявлено, что Флеккен присоединится к «Фрайбургу». Будучи запасным Александера Шволова на протяжении всего сезона 2018/19, ему было разрешено дебютировать в последнем туре против «Нюрнберга». Перед началом сезона 2020/21 команду покинул Шволов и Флеккен был назначен новым основным вратарём, но вскоре после этого получил сложную травму локтя во время разминки перед матчем национального кубка против «Вальдхофа» и в результате пропустил весь сезон. В воротах его тогда заменил Флориан Мюллер, который был взят в аренду у «Майнца 05». Он вернулся в стартовый состав 9 мая 2021 года; до этого он восстановил игровую практику в фарм-клубе «Фрайбурга» в региональной лиге «Юго-Запад».

### «Брентфорд»
31 мая 2023 года Флеккен за 11 миллионов фунтов стерлингов перешёл в английский клуб «Брентфорд».

## Карьера в сборной
Флеккен был вызван в состав национальной сборной Нидерландов на отборочные матчи чемпионата мира 2022 против Черногории и Норвегии 13 и 16 ноября 2021 года соответственно.
Дебютировал Флеккен за национальную сборную Нидерландов 26 марта 2022 года в товарищеском матче против сборной Дании, выйдя в стартовом составе.

## Статистика

### Выступления за клубы
| Клуб            | Сезон      | Лига                          | Лига  | Лига | Кубок | Кубок | Европа | Европа | Итог  | Итог |
| Клуб            | Сезон      | Дивизион                      | Матчи | Голы | Матчи | Голы  | Матчи  | Голы   | Матчи | Голы |
| --------------- | ---------- | ----------------------------- | ----- | ---- | ----- | ----- | ------ | ------ | ----- | ---- |
| Алеманния       | 2012/13    | Третья лига                   | 15    | 0    | —     | —     | —      | —      | 15    | 0    |
| Гройтер Фюрт II | 2013/14    | Региональная лига «Бавария»   | 14    | 0    | —     | —     | —      | —      | 14    | 0    |
| Гройтер Фюрт II | 2014/15    | Региональная лига «Бавария»   | 3     | 0    | —     | —     | —      | —      | 3     | 0    |
| Гройтер Фюрт II | 2015/16    | Региональная лига «Бавария»   | 8     | 0    | —     | —     | —      | —      | 8     | 0    |
| Гройтер Фюрт II | Итог       | Итог                          | 25    | 0    | —     | —     | —      | —      | 25    | 0    |
| Гройтер Фюрт    | 2014/15    | Вторая Бундеслига             | 2     | 0    | 0     | 0     | —      | —      | 2     | 0    |
| Гройтер Фюрт    | 2015/16    | Вторая Бундеслига             | 1     | 0    | 1     | 0     | —      | —      | 2     | 0    |
| Гройтер Фюрт    | Итог       | Итог                          | 3     | 0    | 1     | 0     | —      | —      | 4     | 0    |
| Дуйсбург        | 2016/17    | Третья лига                   | 37    | 1    | 1     | 0     | —      | —      | 38    | 1    |
| Дуйсбург        | 2017/18    | Вторая Бундеслига             | 31    | 0    | 1     | 0     | —      | —      | 32    | 0    |
| Дуйсбург        | Итог       | Итог                          | 68    | 1    | 2     | 0     | —      | —      | 70    | 0    |
| Фрайбург        | 2018/19    | Бундеслига                    | 1     | 0    | 0     | 0     | —      | —      | 1     | 0    |
| Фрайбург        | 2019/20    | Бундеслига                    | 10    | 0    | 1     | 0     | —      | —      | 11    | 0    |
| Фрайбург        | 2020/21    | Бундеслига                    | 3     | 0    | 1     | 0     | —      | —      | 4     | 0    |
| Фрайбург        | 2021/22    | Бундеслига                    | 32    | 0    | 5     | 0     | —      | —      | 37    | 0    |
| Фрайбург        | 2022/23    | Бундеслига                    | 6     | 0    | 1     | 0     | 2      | 0      | 9     | 0    |
| Фрайбург        | Итог       | Итог                          | 52    | 0    | 8     | 0     | 2      | 0      | 62    | 0    |
| Фрайбург II     | 2020/21    | Региональная лига «Юго-Запад» | 3     | 0    | —     | —     | —      | —      | 3     | 0    |
| Общий итог      | Общий итог | Общий итог                    | 166   | 1    | 11    | 0     | 2      | 0      | 179   | 1    |

### Матчи Флеккена за сборную Нидерландов
| Матчи Флеккена за сборную Нидерландов | Матчи Флеккена за сборную Нидерландов | Матчи Флеккена за сборную Нидерландов | Матчи Флеккена за сборную Нидерландов | Матчи Флеккена за сборную Нидерландов | Матчи Флеккена за сборную Нидерландов |
| ------------------------------------- | ------------------------------------- | ------------------------------------- | ------------------------------------- | ------------------------------------- | ------------------------------------- |
| №                                     | Дата                                  | Соперник                              | Счёт                                  | Пропущено голов                       | Соревнование                          |
| 1                                     | 26 марта 2022                         | Дания                                 | 4:2                                   | 2                                     | Товарищеский матч                     |
| 2                                     | 29 марта 2022                         | Германия                              | 1:1                                   | 1                                     | Товарищеский матч                     |
| 3                                     | 8 июня 2022                           | Уэльс                                 | 2:1                                   | 1                                     | Лига наций УЕФА 2022/2023             |
| 4                                     | 11 июня 2022                          | Польша                                | 2:2                                   | 2                                     | Лига наций УЕФА 2022/2023             |
| 5                                     | 7 сентября 2023                       | Греция                                | 3:0                                   | —                                     | Чемпионат Европы 2024 (отбор)         |
| 6                                     | 10 сентября 2023                      | Ирландия                              | 2:1                                   | 1                                     | Чемпионат Европы 2024 (отбор)         |

Итого: 6 матчей / пропущено 7 голов; 4 победы, 2 ничьи, 0 поражений.